# Peter Sutcliffe
Peter William Sutcliffe (Bingley of Shipley, 2 juni 1946 – Durham, 13 november 2020), ook bekend als Peter Coonan, was een Britse seriemoordenaar en sadist die tussen juli 1975 en januari 1981 ten minste dertien vrouwen verminkte en vermoordde. Men nam lange tijd aan dat het voornamelijk om prostituees ging. Dit bleek echter niet het geval. Daarnaast werd hij veroordeeld voor poging tot moord op zeven anderen. Hij werd bekend onder de bijnaam Yorkshire Ripper, enerzijds een verwijzing naar het gebied in Engeland waar hij opereerde en anderzijds naar Jack the Ripper, een andere seriemoordenaar die zijn slachtoffers onder prostituees maakte.

## Werkwijze
Sutcliffe hield er een keur aan methodes op na om zijn lusten te botvieren. Hij bewerkte zijn slachtoffers onder meer met messen, schroevendraaiers, verwurging, touw en een beugelzaag.

## Slachtoffers
Slachtoffers (voor zover bekend) van Sutcliffe:
- Wilma McCann (28) op 29 oktober 1975 - Vermoord met twee klappen van een hamer op haar achterhoofd en vervolgens veertien keer in borst en buik gestoken na overlijden.
- Emily Jackson (42) op 20 januari 1976 - Kreeg twee klappen met een hamer op haar achterhoofd, waarna Sutcliffe haar 56 keer stak in de nek, buik en borsten. Haar rug was bewerkt met een schroevendraaier.
- Irene Richardson (28) op 5 februari 1977 - Drie keer op het achterhoofd geslagen met een hamer en een massa steekwonden in buik en borst.
- Patricia Atkinson (32) op 23 april 1977 - Vermoord met vier klappen van een hamer. Daarna zeven keer gestoken en snijwonden over de linkerkant van haar lichaam.
- Jayne MacDonald (16) op 26 juni 1977 - Vermoord volgens dezelfde modus operandi. (Volgens de politie toentertijd het eerste slachtoffer dat geen prostituee was, maar dit bleek later gebaseerd op aannames van de politie.)
- Jean Jordan (21) op 1 oktober 1977 - Kreeg elf klappen met Sutcliffes hamer toen ze uit zijn auto stapte. Toen hij haar lichaam in de bosjes had gelegd, vluchtte hij vanwege een aankomende auto. Acht dagen later kwam Sutcliffe terug bij het onontdekte lijk en bewerkte het met een glasscherf. Jordans identiteit werd later vastgesteld aan de hand van vingerafdrukken, want haar gezicht was onherkenbaar.
- Yvonne Pearson (22) op 21 januari 1978 - Werd na Helen Rytka gevonden, maar bleek eerder vermoord dan zij. Net als bij Jordan was Sutcliffe nog teruggekomen naar het lijk om het onherkenbaarder te maken.
- Helen Rytka (18) op 31 januari 1978 - Geslagen met de hamer op haar achterhoofd, verminkt en verstopt onder een stapel hout.
- Vera Millward (41) op 16 mei 1978 - Verminkt gevonden door een tuinman op een hoop afval.
- Josephine Whitaker (19) op 4 april 1979 - Na MacDonald Sutcliffes tweede slachtoffer dat niet in de prostitutie werkte.
- Barbara Leach (20) op 2 september 1979 - Gevonden in een vuilnisvat onder een tapijt met acht messteken.
- Marguerite Walls (47) op 18 augustus 1980 - Werd oorspronkelijk niet aan Sutcliffe toegeschreven, omdat haar lichaam niet verminkt werd.
- Jacqueline Hill (20) op 17 november 1980 - Nadat ze was vermoord met een hamer, verminkte Sutcliffe haar, waarbij hij onder meer haar oog uitstak.

Eerder viel hij al Anna Rogulskyj (34) aan in Keighley (5 juli 1975) en Olive Smelt (46) in Halifax (15 augustus 1975), maar die ontkwamen.

## Arrestatie
Sutcliffe werd op 2 januari 1981 gepakt toen politieagenten Robert Ring en Robert Hydes een vrouw een auto in zagen stappen. Ze gingen op onderzoek uit, omdat ze dachten een arrestatie te kunnen maken voor prostitutie. Ze stonden de man in de auto op zijn verzoek nog wel toe om even te gaan plassen. De auto, met daarin prostituee Olivia Reivers en Sutcliffe, bleek valse kentekenplaten te hebben en het tweetal moest na Sutcliffes terugkomst mee naar het politiebureau.
Vanwege Sutcliffes bezoek in de auto en het feit dat hij ooit eens eerder ondervraagd bleek in verband met het onderzoek naar de Yorkshire Ripper, belden agenten op het bureau een speciaal team belast met dat onderzoek. Zij kwamen meteen om Sutcliffe te ondervragen. Agent Ring herinnerde zich dat Sutcliffe was gaan plassen toen ze het tweetal aantroffen en reed terug naar de plek waar hij dat gedaan had. Even later belde hij naar het bureau om te vertellen dat hij een hamer en een mes had gevonden. Bij huiszoeking bij Sutcliffe thuis werden vervolgens nog dertig andere wapens gevonden. De volgende morgen bekende hij de Yorkshire Ripper te zijn en in de daaropvolgende dagen gaf Sutcliffe uitgebreide verklaringen.

## Diagnose, straf
Nadat Sutcliffe zijn motief in eerste instantie uitlegde als wraak op prostituees, omdat een van hen hem ooit voor 10 pond bedrogen had, verklaarde hij later dat hij zijn daden pleegde op bevel van God, die vanuit een grafsteen tot hem sprak.
Hij werd door artsen onderzocht en er werd een grafologisch onderzoek verricht. Op basis van beide vormen van onderzoek werd als diagnose gesteld dat Sutcliffe leed aan paranoïde schizofrenie. Hoewel een verklaring dat hij ontoerekeningsvatbaar was Sutcliffe goed uit zou komen, in verband met strafvermindering, werkten twee dingen tegen hem:
- een cipier had hem tegen zijn vrouw horen zeggen dat een dergelijk document hem aan een lage straf zou kunnen helpen;
- Sutcliffes vrouw dacht bij een zenuwinzinking in 1972 Gods stem te horen, exact wat Sutcliffe nu zelf ook verklaarde.

Op 22 mei 1981 werd Sutcliffe door een jury schuldig bevonden aan moord en rechter Boreham veroordeelde hem tot een levenslange gevangenisstraf, die hij in Parkhurst Prison moest uitzitten. In 1983 werd hij overgeplaatst naar het zwaar beveiligde Broadmoor Mental Hospital, nadat een medegevangene hem aanviel met een gebroken koffiekop en zijn gezicht op 83 plaatsen moest worden gehecht. Sutcliffe zat op dezelfde afdeling als Kenneth Erskine, de Stockwell Strangler. Of Sutcliffe krankzinnig was, of dat hij tijdens de onderzoeken naar zijn geestesgesteldheid zijn artsen heeft bedrogen, is nooit opgehelderd.
Een rechter van het Engelse hooggerechtshof deed op 16 juli 2010 uitspraak dat Sutcliffe nooit meer vrij zou komen. Dit volgde op een verzoek van Sutcliffe om zijn gevangenisstraf zodanig aan te passen dat hij in aanmerking zou kunnen komen voor voorwaardelijke vrijlating.

## Overlijden
Sutcliffe stierf 13 november 2020 in het ziekenhuis op 74-jarige leeftijd, waar hij de behandeling van COVID-19 zou hebben geweigerd. Sutcliffe had ook een aantal andere onderliggende gezondheidsproblemen.

## In de media
- The Yorkshire Ripper - Roger Cross (1981, boek)
- Streetcleaner: The Yorkshire Ripper Case on Trial is een feministische analyse van de zaak door Nicole Ward Jouve, gebaseerd op psychologie en sociologie (1988, boek)
- Wicked Beyond Belief: The Hunt for the Yorkshire Ripper, waarin onderzoeksjournalist Michael Bilton verslag doet (2003, boek)
- Yorkshire Ripper: The Secret Murders - Chris Clark en Tim Tate (2015, boek)
- The Ripper (2020, Netflix-documentaire)